# الإمبراطورية البيزنطية تحت حكم السلالتين القسطنطينية والفالنتينية
البيزنطية تحت حكم السلالتين القسطنطينية والفالنتينية هي الفترة الأولى من التاريخ البيزنطي والتي شهدت انتقال الحكومة من روما في الغرب إلى القسطنطينية في الشرق داخل الإمبراطورية الرومانية تحت حكم الإمبراطور قسطنطين العظيم وخلفائه. تأسست القسطنطينية، التي عُرفت رسميًا باسم نوفا روما (روما الجديدة)، في مدينة بيزنطة (بالإغريقية: Βυζάντιον، باللاتينية: بيزانتيون)، التي يعود إليها أصل الاسم التأريخي للإمبراطورية الشرقية التي عرّفت نفسها ببساطة باسم «الإمبراطورية الرومانية».

## مقدمة حول نشوء الإمبراطورية البيزنطية

### الصراع الاقتصادي
في القرن الثالث، عانت الإمبراطورية الرومانية من صعوبات اقتصادية مقلقة انتشرت في جزء واسع من مقاطعاتها. تسبب الانخفاض الحاد في عدد السكان على امتداد الأجزاء الغربية من الإمبراطورية، إلى جانب التدهور العام للمجتمع داخل المدن، إلى تفاقم الأزمة، ما أدى إلى نقص العمالة. زادت اللاتيفونديا، أو العقارات الكبيرة، من المشاكل عبر إجبار العديد من العقارات الصغيرة على الخروج من السوق، ما أدى إلى خسارة المزيد من اليد العاملة من أجل الحفاظ على ممتلكاتهم. في الشرق، على الرغم من وجود نقص في اليد العاملة، لم تكن المشكلة السكانية بنفس القدر من الخطورة، ما جعله أقوى وأكثر قدرة على تحمل حدوث أزمة حقيقية. اعتمد الغرب في استجابته للمصاعب الاقتصادية التي أدت إلى ارتفاع الأسعار على نظام المقايضة من أجل النجاة. في المقابل، اختار الشرق الاعتماد على العملات الذهبية معظم الأحيان، وخلق وسيلة موثوقة للغاية للحفاظ على نفسه.

### الإصلاحات الإدارية
لعب الإمبراطوران الرومانيان ديوكلتيانوس وقسطنطين الأول دورًا مهمًا في إصلاح تنظيم الإمبراطورية بأكملها. أصبحت السيطرة على كامل الإمبراطورية صعبة. حل ديوكلتيانوس ذلك من خلال إنشاء نظام رباعي سمح لمسؤولَين من رتبة أغسطس بالحكم في كل من النصفين الغربي والشرقي للإمبراطورية، وناب عنهما قيصران. في حال غياب أي أغسطس منهما، حل القيصر مكانه، واختير قيصر جديد. كان التغيير الوحيد المهم الذي أجراه قسطنطين على هذا النظام هو استبدال اختيار القياصرة بالخلافة بناءً على النسب.
للحد من مخاوف الإدارة الإقليمية، قسم ديوكلتيانوس الإمبراطورية بأكملها إلى مئة مقاطعة منفصلة. وُضعت الرقابة الإدارية تحت إشراف الإمبراطور، وهبطت إيطاليا بأكملها إلى مرتبة مقاطعة عادية، وأصبحت مجبرة أيضًا على دفع الضرائب. خُصصت كل مقاطعة ضمن أبرشية، وأُنشئت اثنا عشر أبرشية في المجموع. نظم قسطنطين المقاطعات تنظيمًا أكبر من خلال إنشاء ولايات، تكونت كل منها من عدة أبرشيات، وتكونت كل أبرشية من عدة مقاطعات. تكونت ولاية الشرق الإمبراطورية (Praefectura praetorio per Orientem) من خمس أبرشيات: أبرشية مصر، والأبرشية المشرقية، وأبرشية البنطس، وأبرشية آسيا، وأبرشية ثراسيا. مكّن هذا الإمبراطورية من تنظيم السيطرة على كل ولاية عبر إحداث فرق واضح بين الإدارة العسكرية والمدنية.

### التهديدات العسكرية وتقسيم الإمبراطورية
انتقل التركيز من الغرب إلى الشرق مرارًا على مدار القرن السابق بسبب القوة الاقتصادية المذكورة سابقًا لاستخدام العملات الذهبية وزيادة عدد السكان. لكن، تغيرت حالة الدفاع في عهد ديوكلتيانوس تغيرًا كبير في الشرق. نما تهديد الساسانيين الفارسيين أكثر لسعيهم من أجل استعادة أراضيهم السابقة، وتحول البرابرة إلى مشكلة أكثر خطورة على طول الجزء السفلي من نهر الدانوب. أعطى ديوكلتيانوس هذه التهديدات أهمية كبيرة، واتخذ من نيقوميديا مقرًا له، حيث أسس عاصمته هناك، تاركًا ماكسيميانوس، مساعد الإمبراطور، مسؤولًا عن الغرب.